# Léo Dubois
Léo Dubois (Segré, 14 settembre 1994) è un calciatore francese, di ruolo difensore, svincolato. Con la nazionale francese ha vinto la UEFA Nations League 2020-2021.

## Caratteristiche tecniche
Terzino destro bravo in fase di marcatura e negli anticipi difensivi, è abile anche nelle progressioni offensive e nell'impostazione del gioco. Buon assist-man, veloce e resistente atleticamente, può essere impiegato anche sulla fascia sinistra.

## Carriera

### Club
Cresciuto nel settore giovanile del Nantes, ha esordito in prima squadra il 9 maggio 2015, nella partita di campionato persa per 2-1 contro il Bordeaux. Ha segnato la prima rete in carriera il 24 settembre 2017, decidendo la sfida contro lo Strasburgo.
Il 31 gennaio 2018, in scadenza di contratto, si accorda con l'Olympique Lione, firmando un quadriennale valido dal 1º luglio successivo.
Il 21 luglio 2022 viene acquistato dal Galatasaray.
Il 15 settembre 2023 viene ceduto in prestito all'İstanbul Başakşehir.
A fine prestito fa ritorno al Galatasaray, salvo poi rescindere il proprio contratto con il club il 31 agosto 2024.

### Nazionale
Ha giocato nella nazionale francese Under-21.
Il 22 giugno 2019 riceve la sua prima convocazione dalla nazionale maggiore francese per l'amichevole contro la Bolivia del 2 giugno 2019 e per le partite valide per le qualificazioni agli Europei 2020 rispettivamente contro Turchia ed Andorra dell'8 ed 11 giugno 2019. L'esordio per lui arriva alla prima occasione subentrando a inizio ripresa nella sfida contro la Bolivia.

## Statistiche

### Presenze e reti nei club
Statistiche aggiornate al 17 dicembre 2024.
| Stagione           | Squadra             | Campionato         | Campionato | Campionato | Coppe nazionali | Coppe nazionali | Coppe nazionali | Coppe continentali | Coppe continentali | Coppe continentali | Altre coppe | Altre coppe | Altre coppe | Totale | Totale |
| Stagione           | Squadra             | Comp               | Pres       | Reti       | Comp            | Pres            | Reti            | Comp               | Pres               | Reti               | Comp        | Pres        | Reti        | Pres   | Reti   |
| ------------------ | ------------------- | ------------------ | ---------- | ---------- | --------------- | --------------- | --------------- | ------------------ | ------------------ | ------------------ | ----------- | ----------- | ----------- | ------ | ------ |
| 2012-2013          | Nantes 2            | CFA2               | 2          | 0          | -               | -               | -               | -                  | -                  | -                  | -           | -           | -           | 2      | 0      |
| 2013-2014          | Nantes 2            | CFA                | 17         | 2          | -               | -               | -               | -                  | -                  | -                  | -           | -           | -           | 17     | 2      |
| 2014-gen. 2015     | Nantes 2            | CFA                | 20         | 0          | -               | -               | -               | -                  | -                  | -                  | -           | -           | -           | 20     | 0      |
| feb. 2016          | Nantes 2            | CFA                | 1          | 0          | -               | -               | -               | -                  | -                  | -                  | -           | -           | -           | 1      | 0      |
| Totale Nantes 2    | Totale Nantes 2     | Totale Nantes 2    | 40         | 2          |                 | -               | -               |                    | -                  | -                  |             | -           | -           | 40     | 2      |
| gen.-giu. 2015     | Nantes              | L1                 | 2          | 0          | CF+CdL          | 0+0             | 0               | -                  | -                  | -                  | -           | -           | -           | 2      | 0      |
| 2015-2016          | Nantes              | L1                 | 24         | 0          | CF+CdL          | 3+1             | 0               | -                  | -                  | -                  | -           | -           | -           | 28     | 0      |
| 2016-2017          | Nantes              | L1                 | 36         | 0          | CF+CdL          | 2+3             | 0               | -                  | -                  | -                  | -           | -           | -           | 41     | 0      |
| 2017-2018          | Nantes              | L1                 | 34         | 3          | CF+CdL          | 1+0             | 1               | -                  | -                  | -                  | -           | -           | -           | 35     | 4      |
| Totale Nantes      | Totale Nantes       | Totale Nantes      | 96         | 3          |                 | 10              | 1               |                    | -                  | -                  |             | -           | -           | 106    | 4      |
| 2018-2019          | O. Lione            | L1                 | 25         | 1          | CF+CdL          | 3+1             | 1+0             | UCL                | 5                  | 1                  | -           | -           | -           | 34     | 3      |
| 2019-2020          | O. Lione            | L1                 | 16         | 0          | CF+CdL          | 1+1             | 0               | UCL                | 9                  | 0                  | -           | -           | -           | 27     | 0      |
| 2020-2021          | O. Lione            | L1                 | 37         | 2          | CF              | 3               | 0               | -                  | -                  | -                  | -           | -           | -           | 40     | 2      |
| 2021-2022          | O. Lione            | L1                 | 23         | 0          | CF              | 0               | 0               | UEL                | 5                  | 0                  | -           | -           | -           | 28     | 0      |
| Totale O. Lione    | Totale O. Lione     | Totale O. Lione    | 101        | 3          |                 | 9               | 1               |                    | 19                 | 1                  |             | -           | -           | 129    | 5      |
| 2022-2023          | Galatasaray         | SL                 | 21         | 1          | TK              | 4               | 0               | -                  | -                  | -                  | -           | -           | -           | 25     | 1      |
| ago.-set. 2023     | Galatasaray         | SL                 | 1          | 0          | TK              | 0               | 0               | UCL                | 2                  | 0                  | -           | -           | -           | 3      | 0      |
| set. 2023-2024     | İstanbul Başakşehir | SL                 | 30         | 1          | TK              | 1               | 0               | -                  | -                  | -                  | -           | -           | -           | 31     | 1      |
| ago. 2024          | Galatasaray         | SL                 | 2          | 0          | TK              | 0               | 0               | UCL                | 1                  | 0                  | ST          | 0           | 0           | 3      | 0      |
| Totale Galatasaray | Totale Galatasaray  | Totale Galatasaray | 24         | 1          |                 | 4               | 0               |                    | 3                  | 0                  |             | -           | -           | 31     | 1      |
| ago. 2024-2025     | Eyüpspor            | SL                 | 10         | 0          | TK              | 1               | 0               | -                  | -                  | -                  | -           | -           | -           | 11     | 0      |
| Totale carriera    | Totale carriera     | Totale carriera    | 301        | 10         |                 | 25              | 2               |                    | 22                 | 1                  |             | -           | -           | 348    | 13     |

### Cronologia presenze e reti in nazionale
| Cronologia completa delle presenze e delle reti in nazionale ― Francia | Cronologia completa delle presenze e delle reti in nazionale ― Francia | Cronologia completa delle presenze e delle reti in nazionale ― Francia | Cronologia completa delle presenze e delle reti in nazionale ― Francia | Cronologia completa delle presenze e delle reti in nazionale ― Francia | Cronologia completa delle presenze e delle reti in nazionale ― Francia | Cronologia completa delle presenze e delle reti in nazionale ― Francia | Cronologia completa delle presenze e delle reti in nazionale ― Francia |
| Data                                                                   | Città                                                                  | In casa                                                                | Risultato                                                              | Ospiti                                                                 | Competizione                                                           | Reti                                                                   | Note                                                                   |
| ---------------------------------------------------------------------- | ---------------------------------------------------------------------- | ---------------------------------------------------------------------- | ---------------------------------------------------------------------- | ---------------------------------------------------------------------- | ---------------------------------------------------------------------- | ---------------------------------------------------------------------- | ---------------------------------------------------------------------- |
| 4-6-2019                                                               | Nantes                                                                 | Francia                                                                | 2 – 0                                                                  | Bolivia                                                                | Amichevole                                                             | -                                                                      | 46’                                                                    |
| 11-6-2019                                                              | Andorra la Vella                                                       | Andorra                                                                | 0 – 4                                                                  | Francia                                                                | Qual. Euro 2020                                                        | -                                                                      |                                                                        |
| 10-9-2019                                                              | Saint-Denis                                                            | Francia                                                                | 3 – 0                                                                  | Andorra                                                                | Qual. Euro 2020                                                        | -                                                                      |                                                                        |
| 17-11-2019                                                             | Tirana                                                                 | Albania                                                                | 0 – 2                                                                  | Francia                                                                | Qual. Euro 2020                                                        | -                                                                      | 88’                                                                    |
| 5-9-2020                                                               | Solna                                                                  | Svezia                                                                 | 0 – 1                                                                  | Francia                                                                | UEFA Nations League 2020-2021 - 1º turno                               | -                                                                      | 88’                                                                    |
| 11-11-2020                                                             | Saint-Denis                                                            | Francia                                                                | 0 – 2                                                                  | Finlandia                                                              | Amichevole                                                             | -                                                                      | 71’                                                                    |
| 28-3-2021                                                              | Astana                                                                 | Kazakistan                                                             | 0 – 2                                                                  | Francia                                                                | Qual. Mondiali 2022                                                    | -                                                                      |                                                                        |
| 1-9-2021                                                               | Strasburgo                                                             | Francia                                                                | 1 – 1                                                                  | Bosnia ed Erzegovina                                                   | Qual. Mondiali 2022                                                    | -                                                                      | 53’                                                                    |
| 4-9-2021                                                               | Kiev                                                                   | Ucraina                                                                | 1 – 1                                                                  | Francia                                                                | Qual. Mondiali 2022                                                    | -                                                                      |                                                                        |
| 7-9-2021                                                               | Décines-Charpieu                                                       | Francia                                                                | 2 – 0                                                                  | Finlandia                                                              | Qual. Mondiali 2022                                                    | -                                                                      | 67’                                                                    |
| 7-10-2021                                                              | Torino                                                                 | Belgio                                                                 | 2 – 3                                                                  | Francia                                                                | UEFA Nations League 2020-2021 - Semifinale                             | -                                                                      | 90+2’                                                                  |
| 10-10-2021                                                             | Milano                                                                 | Spagna                                                                 | 1 – 2                                                                  | Francia                                                                | UEFA Nations League 2020-2021 - Finale                                 | -                                                                      | 79’                                                                    |
| 16-11-2021                                                             | Helsinki                                                               | Finlandia                                                              | 0 – 2                                                                  | Francia                                                                | Qual. Mondiali 2022                                                    | -                                                                      | 46’                                                                    |
| Totale                                                                 |                                                                        | Presenze                                                               | 13                                                                     |                                                                        | Reti                                                                   | 0                                                                      |                                                                        |

## Palmarès

### Club

#### Competizioni nazionali
- Campionato turco: 1

Galatasaray: 2022-2023
- Supercoppa di Turchia: 1

Galatasaray: 2023

### Nazionale
- UEFA Nations League: 1

2020-2021